# Adam Rippon
Adam Richard Rippon, conegut simplement com a Adam Rippon   (Scranton, 11 de novembre de 1989), és un expatinador artístic estatunidenc. Va guanyar el Campionat de Quatre Continents de 2010 i el Campionat Nacional dels Estats Units de 2016. Anteriorment en la seva carrera, va guanyar els Campionats Mundials Júnior de 2008 i 2009, la Grand Prix Júnior de Patinatge sobre Gel 2007-08 i el títol nacional juvenil dels EUA de 2008. Rippon va ser seleccionat per a representar els Estats Units en els Jocs Olímpics d'Hivern de 2018 en Pyeongchang, Corea del Sud.
En els Jocs Olímpics d'Hivern de 2018, Rippon va guanyar una medalla de bronze en l'esdeveniment de l'equip de patinatge artístic com a part de l'equip dels EUA, lo qual el va convertir en el primer atleta obertament gai a guanyar una medalla en les Olimpíades d'Hivern.
Més tard aquest any, va guanyar la temporada 26 de Dancing with the Stars amb la ballarina professional Jenna Johnson.
Rippon va anunciar la seva retirada del patinatge artístic competitiu al novembre de 2018.

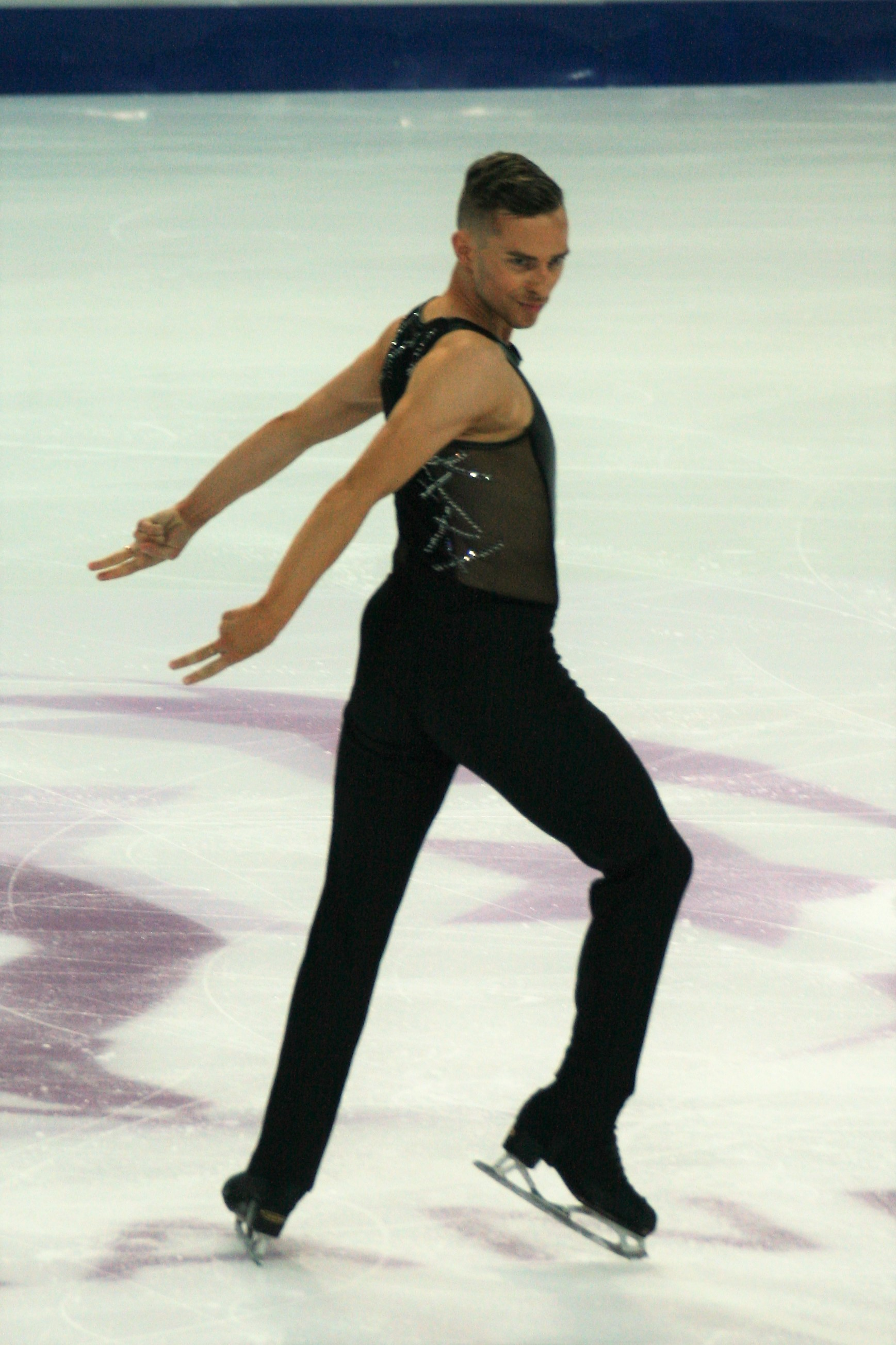
Rippon en la final del Grand Prix de 2016-17

## Primers anys
Adam Rippon va néixer l'11 de novembre de 1989, en Scranton, Pennsilvània. El major de sis fills d'una família catòlica irlandesa, va néixer amb una pèrdua d'audició severa però va ser operat en la Universitat Yale just abans del seu primer aniversari, la qual cosa li va permetre sentir gairebé perfectament. Els seus pares es van divorciar en 2004.

## Vida personal
El 2 d'octubre de 2015, Rippon va declarar-se obertament com a gai.
El març de 2018, Rippon va aparèixer en la catifa vermella de la 90a edició dels Premis de l'Acadèmia amb un arnès dissenyat per Moschino.
En la Gala Time 100 d'abril de 2019, Rippon va honrar a la seva mare, una mare soltera, per la seva inspiració i dedicació al seu èxit. Va recordar que l'èxit no és de la nit al dia: requereix dedicació i el suport dels altres. A més de la seva mare, Kelly, té una estreta relació amb els seus germans.
En 2019, el convidat de Rippon va ser l'amfitrió de la 11a temporada de RuPaul's Drag Race amb la reina de la 10a temporada, Aquaria.
En 2019, Rippon va aparèixer en el vídeo musical "You Need to Calm Down" de Taylor Swift, que va guanyar el premi MTV Vídeo Music Award al vídeo de l'any.
En les seves memòries Beautiful on the Outside, Rippon va revelar que abans de sortir de l'armari, va sortir breument amb la campiona olímpica sud-coreana Yuna Kim mentre tots dos s'entrenaven a Toronto.

### Política
Al febrer de 2018, Rippon va expressar la seva preocupació pel fet que el vicepresident Mike Pence fos triat per a dirigir la delegació estatunidenca en la cerimònia d'obertura dels Jocs Olímpics d'Hivern de 2018, a causa de l'historial de suport de Pence a la legislació i les polítiques antihomosexuals.
Rippon va recolzar i va fer campanya per Elizabeth Warren en les primàries presidencials del Partit Demòcrata en 2020.
En 2020, Rippon va fer una donació a The Okra Project, una organització benèfica destinada a ajudar els transsexuals negres desfavorits. El seu company de patinatge Alexei Yagudin va reaccionar a la donació amb un post d'Instagram cridant a Rippon i a gent com ell "errors de la naturalesa" i desitjant que morissin. Yagudin després va esborrar el missatge. Rippon va criticar a Yagudin pels comentaris i va fer una altra donació de 1.000 dòlars, aquesta vegada a nom de Yagudin, a la mateixa organització.